# مروحة الحرب اليابانية

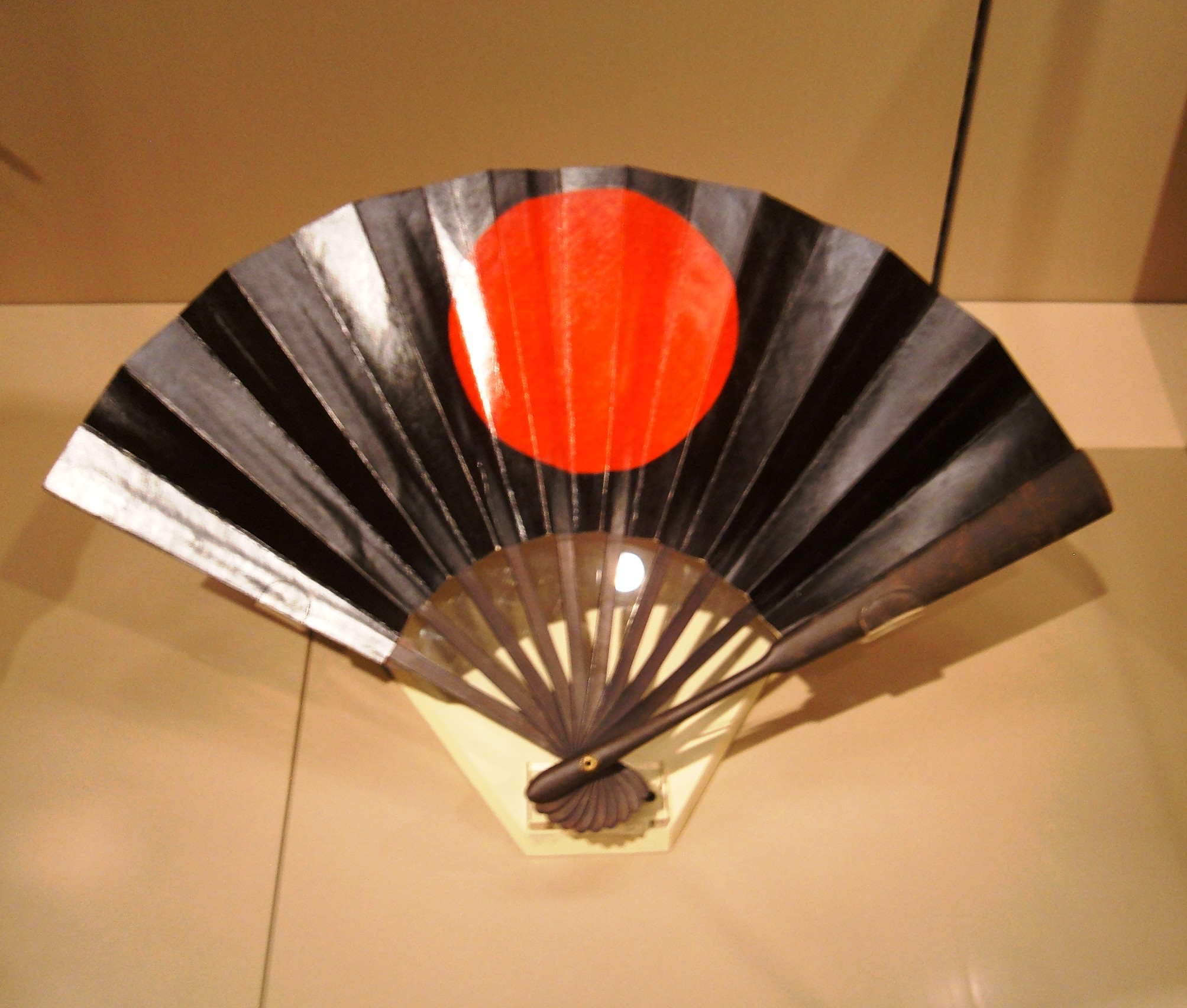
مروحة حرب يابانية كانت تُستخدم في الفترة 1800-1850 معروضة في متحف الفن الآسيوي في كاليفورنيا

مروحة الحرب اليابانية ويُطلق عليها تيسين (Tessen تعني المروحة الحديديّة)، هي مروحة يدوية كانت تُستخدم في الحروب زمن الساموراي اليابانيين، وكانت مُختلفة الأنواع والأشكال، تبدو مروحة يد عادية غير مؤذية، كان محاربو الساموراي يحملونها في الأماكن التي لا تسمح بدخول السيوف وغيرها من أسلحة، وكانت تستخدم لصد ضربات السهام والنبال أو كسلاح مواجهة عن قرب، مع إمكانية استخدامها كمساعد على السباحة، وكانت العديد من مدارس تعليم استخدام السيوف الآسيوية تضم تدريباً على استخدام تلك المروحة. وهي ذات حوافٍ حادةٍ جداً ومصنوعة من الفولاذ وليست كالمراوح العادية.